# 小罗伯特·伯纳姆
小罗伯特·伯纳姆（英語：Robert Burnham Junior，1931年6月16日—1993年3月20日）是一位美國天文學家。罗威尔天文台观测员，三卷本《伯纳姆天体手册》作者。

## 生平
小羅伯特·伯納姆生於芝加哥，随后同家人移居到亚利桑那州。1949年高中毕业后就赋闲在家，用自制望远镜观察夜空。朝鲜战争爆发后，他被编入美国空军，被派到沙特阿拉伯操作了四年雷达。
退伍之后，他在家编写天体手册以自用。1957年10月18日，他在鲸鱼座发现了一个不明天体，並向罗威尔天文台电话報告與给哈佛大学天文台发电报，不久那便被证实是颗新彗星，編號為C/1957 U1。这时距苏联首顆人造卫星史普尼克一號發射後半個月，因此兴起的天文热潮让他登上地方报纸的头条，甚至得到了国会议员的拜访。
他也因此倍受鼓舞，1958年2月16日再发现另一颗彗星（C/1958 D1）。因此罗威尔天文台负责恒星自行巡天项目的HenryL.Giclas决定聘用他，工作為对比30年前与最近的观测的底片以测量恒星自行。
1971年他们发表北天自行星表（CDS:I/79）。同时他完成天体手册初稿。但迟迟没有出版社愿意发行，他只得自费印刷一些样稿分发，虽然得到很高的评价，但直到1976年才获得正式出版的机会。就在他开始获得版税收入时，他所参与的恒星自行研究也接近完結，自行星表的南天部分（I/112）在1978年年底发表。他想在天文台开纪念品商店，或者为到访游客提供导游服务，但天文台并不同意。离开天文台后，小伯纳姆没有尝试新工作，在版税收入的支持下，他重新回到了自己的世界中，开始拾起绘画之类的爱好。
1981年，美国天文图书俱乐部为了吸引会员，开始以极低的价格出售伯纳姆的天体手册。他的版税收入随即迅速下降，很快就无法支撑其生活。他也试图和德国和荷兰的出版商联系，希望能发行新语種版本，但出版商们回应说自己国家的读者可以直接阅读英文版而拒絕。他的科幻小说也被出版社退回，最后不得不变卖多年的收藏来支付房租。
1985年7月他离开住所。他妹妹报警，又到他常去寻宝的沙漠中搜寻，但完全没有他的下落。两个月后，他被警察在洛杉矶附近的海岸发现。他妹妹把他接来同住，但始终没搞清楚他失踪期间发生的事情。在妹妹的悉心照料下，他的身体状况逐渐好转。也终于等来了日文版的顺利发行，可收到的版税远远少于预期。1986年5月，55岁的小伯纳姆再次失踪。
1993年3月20日，他在加州圣地亚哥的医院中去世。因为有当兵记录，他的骨灰被放入羅斯克蘭斯堡國家公墓。

## 榮譽
主帶小行星3467以他的名字命名。